# 大德梅爾卡

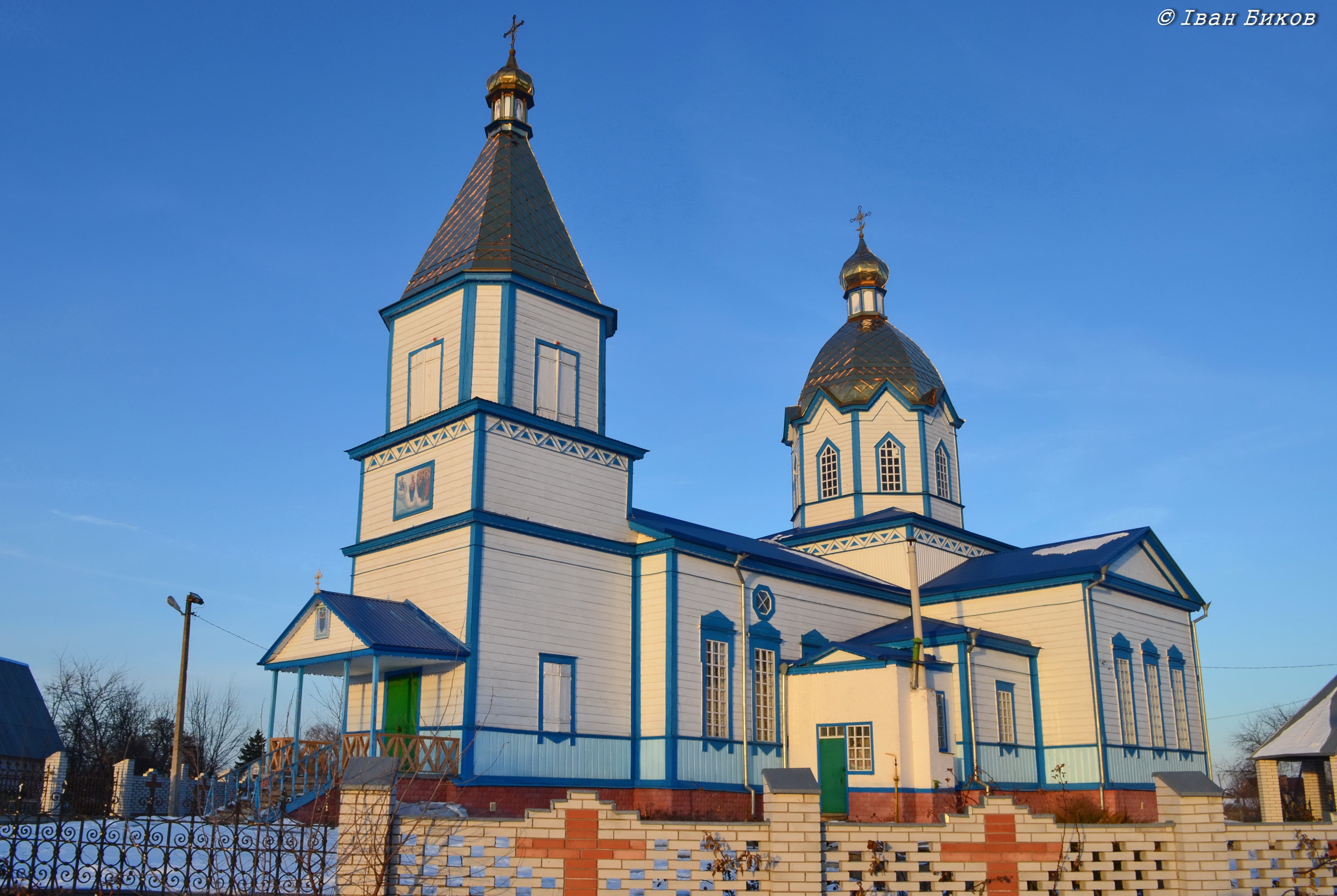
教堂

大德梅爾卡（羅馬化：Velyka Dymerka）是烏克蘭中北部基輔州布羅瓦里區大德梅尔卡市镇内的鎮及其行政中心。距離基輔35公里，始建於1552年，面積15.65平方公里，2012年人口9,606人，人口密度每平方公里611人。